# قحطانيون
قحطانيون أو العرب القحطانية : إحدى الجذمين العربية، وقسم النسّابون العرب أنساب العرب قسمين: القبائل العدنانية، والقبائل القَحطانية. والأولى تشمل قبائل ربيعة ومضر وقيس عيلان، والثانية تشمل قبائل اليمن كلها. ولا يصحّ عند النسّابين ما جاوز قحطان من أنساب القبائل اليمنية. ويقال لهم العرب العاربة، وفي ذلك قال عبد الله بن عباس: «الْعَرَب العاربة: قحطان بن الهميسع، والامداد، والسالفات، وحضرموت».
ويقسم قدماء النسابة أمثال وهب بن منبه ومحمد بن السائب الكلبي والشرقي بن القطامي قحطان إلى أولى وثانية، وفي ذلك قال هشام الكلبي:«عن أبي والشرقي بن القطامي إن قحطان بن عابر قوم انقرضوا، وهم قحطان الأولي. أما قحطان الثانية فهم قحطان بن الهميسع بن تيمن بن نابت بن إسماعيل». ويزعمون إن يعرب بن قحطان الثانية أفصح لسانا من بني قحطان الأولى، قال الشرقي بن القطامي وابن الكلبي:«أول من تكلم بالعربية يعرب بن قحطان، وهي أفصح من الأولى عربية عاد وثمود والعماليق وطسم وجديس وبني يقطن ابن عابر»، ويزعم ابن دريد أن يعرب بن قحطان أول من اعتدل لسانه من السريانية إلى العربية، وقال: «العرب العاربة سبع قبائل: عاد وثمود، وعمليق، وطسم، وجديس وأميم، وجاسم، وقد انقرض أكثرهم إلا بقايا متفرقين في القبائل. قال: وسمي يعرب بن قحطان لأنه أول من انعدل لسانه عن السريانية إلى العربية».
كانت للقبائل القحطانية حضارة عريقة في العصور القديمة، وكان من مظاهر الحياة الزراعية إنشاء سد مأرب، ولمّا تطاول الزمان على هذا السد انهار، فهاجرت على أثر انهياره كثير من قبائل قحطان، وهاجر بعضها قبل انهياره، وأشهر القبائل التي هاجرت من اليمن قبيلة الأزد الضخمة العدد، فنزل فريق منهم بلاد الشام وأسسوا دولة الغساسنة وهم آل جفنة، ولمجاورتهم دولة الروم اضطروا إلى أن يدينوا لها بالطاعة ويخضعوا لسلطانها. ونزل فريق آخر من الأزد بلاد عُمان وما حولها وعرفوا بأزد عُمان، ونزل فريق ثالث بالسَّراة وتهامة، واستقرّ الأوس والخزرج في يثرب التي عرفت بعدئذ بالمدينة المنورة، وهم الذين نصروا رسول الله وأطلق عليهم لذلك لفظ الأنصار، وقد نزلوا يثرب مجاورين ليهودها. وهاجرت قبيلة لخم وقبائل أخرى إلى العراق وأسسوا دولة المناذرة التي دانت لسلطان دولة فارس المجاورة لهم. ونزلت مكة منذ القديم قبيلة جُرهم وهي من القبائل العربية البائدة، ثم حلّت محلها قبيلة قضاعة اليمنية إلى أن قوي أمر قريش فأخرجتها من مكة.
وبعد ظهور الإسلام وانتشاره في قبائل العرب ناصرت القبائل القحطانية كلها الرسول محمد صل الله عليه وسلم النبي الهاشمي القرشي العدناني، لأن الرسول كان من قريش، وكذلك خلفاؤه وملوك الدولتين الأموية والعباسية. وفي العصر الأموي هبَت رياح العصبية القبلية بين القبائل القحطانية والقبائل العدنانية لأسباب شتى، ووقعت بينهما حروب كثيرة أعنفها تلك التي نشبت بالجزيرة الشامية بين قبيلة قيس عيلان العدنانية وقبيلة كلب القحطانية. وكانت العصبيات القبلية من أسباب سقوط الدولة الأموية.

## نسب قحطان
اختلف النسابة في نسب قحطان، فمن جعله إلى إسماعيل قال بينهما ثلاثين أباً، وفي ذلك ابن عباس: «قحطان من ولد إسماعيل بن إبراهيم، وبينه وبين إسماعيل ثلاثون أبا»، أما الذين نسبوا قحطان إلى غير إسماعيل قالوا: قحطان وهو يقطان بن عابر بن شالخ بن أرفخشذ بن سام بن نوح، وبذلك هو الحفيد الرابع لنوح. وقد سرد النسب على عدة أقوال، منها الآتي:
- قحطان بن الهميسع بن تيمن بن نبت بن إسماعيل بن إبراهيم، وهو قول وهب بن منبه ومحمد بن السائب الكلبي والشرقي بن القطامي وأبو بكر بن أبي أويس.[14][15][16][17]
- قحطان بن هميسع بن أصناف بن هود بن سروان بن المبثار بن العامل بن جهران بن بخير بن قطان بن نابت بن تيمن بن نابت بن إسماعيل، وهو قول حكاه صاعد البغدادي عن قدماء النسابة.[18]
- قحطان بن يمن بن قيدار بن إسماعيل بن إبراهيم، وهو قول اختاره ابن خلدون قائلا:«وأصح ما قيل في هذا إنّه قحطان بن يمن بن قيدار».[19][20]
- قحطان وهو يقطان بن عابر بن شالخ بن أرفخشذ بن سام بن نوح.[21] وهو قول حكاه هشام الكلبي وابن عبد البر.[22][23]
- قحطان بن هود بن عبد الله بن الخلود بن عاد بن عوص بن إرم بن سام ابن نوح، وهو قول نقله بعض النسابة ومجهول صاحبه.[24][25][26]

واختلف النسابة في النسب من قحطان وما بعده، وفي ذلك قال البلاذري: «اختلف الناس في قحطان. فقال بعضهم: قحطان هو يقطان المذكور في التوراة بعينه، إلا أن العرب أعربته فقالت قحطان. وقال آخرون: هو قحطان ابن هود عليه السلام بن عبد الله بن الخلود بن عاد بن عوص بن إرم بن سام ابن نوح، وهو غير يقطان». وقال هشام الكلبي كان أبي محمد بن السائب الكلبي والشرقي بن القطامي يقولان: «قحطان بن الهميسع بن تيمن بن نبت بن قيذار - وهو قيدر - وكان قيدر صاحب إبل إسماعيل. واسمه مشتق من ذلك. وهو ابن إسماعيل عليه السلام بن إبراهيم».
ويذكر النيسابوري وأبو القاسم المغربي عن وهب بن منبه، قالوا:«سئل وهب بن منبه عن اليمانية، وهل أبوهم: هود، فقال: لا ولكن وقعت  الفتن  بين العرب، وفخرت مُضر بأبيها إسماعيل، فادعت اليمن هوداً ليكون لهم أب  م.ن الأنبياء. وقحطان بن عَابَر، قوم انقرضوا، وهم: قحطان، الأُولى، وأما قحطان فهو: قحطان بن الهَمَيْسَع بن تَيْمَن بن نابت بن إسماعيل».
وقال صاحب الطبقات الكبير:«إلى قحطان جماع اليمن. فَمَنْ نسبه إِلَى إِسْمَاعِيل بْن إِبْرَاهِيم ﷺ قَالَ قحطان بْن الهميسع بْن تيمن بْن نبت بْن إِسْمَاعِيل بْن إِبْرَاهِيم. هكذا كان ينسبه هِشَامُ بْنُ مُحَمَّدِ بْنِ السَّائِبِ الْكَلْبِيُّ عَنْ أَبِيهِ. ويذكر عن أَبِيهِ أنّه أدرك أَهْل النسب والعلم ينسبون قحطان إِلَى إِسْمَاعِيل بْن إِبْرَاهِيم». وقال المبرد:«قحطان عند أهل العلم، فهو ابن الهميسع بن تيمن بن نبت بن قيذار بن إسماعيل». وقال المستشرق فريد ماكجرو دونر في مقدمة تاريخ الطبري: «أختلف علماء الأنساب حول نسب قحطان. فمن نسبه إلى إسماعيل بن إبراهيم، قال: قحطان بن الهميسع بن تيمن بن نبت بن إسماعيل بن إبراهيم. هكذا كان هشام بن محمد الكلبي يقول أنه النسب الصحيح. ويذكر عن والده أنه أدرك العلماء وعلماء الأنساب [الأكبر سنًا] الذين تتبعوا نسب قحطان بهذه السلسلة. ويجادل علماء نسب آخرون بأنه قحطان بن فالخ بن عابر بن شالخ».

## أهم قبائل قحطان
بنو كهلان تفرع نسل كهلان إلى  تسعة شعوب داخل ثلاثة أقسام رئيسية:
- الغوث بن نابت
  - الأزد وهم بنو (دِراء (أزْد) بن الغوث بن نَبْتٍ بن مالك بن زيد بن كَهْلان بن سبأ)
    - مازن بن الأزد
      - الأوس والخزرج [الأنصار][34]
      - خزاعة[35]
      - ألمع[36]
      - بارق[37]
      - شكر[38]
      - جفنه
        - الغساسنة[39][40]

      - العتيك[41]
      - دوسر [آل زايد][42]

    - نصر بن الأزد [ شنوءة ]
      - زهران[43]
      - غامد[44]
      - لهب[45]
      - ثمالة[46]

    - الهنو بن الأزد
      - الحَجْر[47]
      - حوالة[48]
        - باقم[49]

    - عبدالله بن الأزد[50]
      - عك[51]
        - شبيل[52]

      - قرن[53]

    - عمرو بن الأزد[54]
      - عرمان[55]

- - أنمار وهم بنو (أنمار بن إراش بن عمرو بن الغوث بن نبت بن مالك بن زيد بن كهلان)
    - ومن أبنائه (خثعم، بجيلة)
- ربيعة بن النبت
  - همدان هم بنو (همدان بن مالك بن زيد بن اوسله بن ربيعة بن الخيار بن زيد بن كهلان)
    - ومن أبنائه (حاشد، بكيل)
- أدد
  - مرة بن أدد
    - لخم وهم بنو (لخم بن عدي بن الحارث بن مرة بن ادد بن بن زيد بن يشجب بن عريب بن زيد بن كهلان)
    - كندة هم بنو (ثور بن عفير بن عدي بن الحارث بن مرة بن أدد بن زيد بن يشجب بن عريب بن زيد بن كهلان)
    - بنو عاملة وهم بنو (الحارث بن مالك بن وديعة بن عفير بن عدي بن الحارث بن مرة بن أدد بن يشجب بن عريب بن زيد بن كهلان)
    - جذام وهم بنو (عمرو بن عدي بن الحارث بن مرة بن أدد بن زيد بن يشجب بن عريب بن زيد بن كهلان)

  - مذحج بن أدد

مذحج وهم بنو (مالك (مذحج) بن أدد بن زيد بن يشجب بن عريب بن زيد بن كهلان)
- -     - ومن أبنائه (جنب:بني بشر وشريف وعبيدة، سعد العشيرة، الزبيد، شمران، بنو الحارث)

  - طئ بن أدد

طئ وهم بنو (طيء بن ادد بن زيد بن يشجب بن عريب بن زيد بن كهلان)
- -     - ومن أبنائه (شمر بني لام، بني صخر)

وقيل طيء من مذحج.
- - أشعر بن أدد

 الأشاعرة وهم بنو (نبت بن أدد بن زيد بن يشجب بن عريب بن زيد بن كهلان)
- -     - ومن أبنائه (الجماهر والركب والزرانيق المعازبة والقراشية[56])